# Luis Buñuel
Luis Buñuel (n. 22 februarie 1900, Calanda, Aragon, Spania – d. 29 iulie 1983, Ciudad de México, Mexic) a fost un regizor spaniol de film, considerat unul dintre cei mai importanți cineaști ai lumii.
Deși spaniol, inițial studiile, apoi războiul civil (spaniol) și legăturile cu partidul comunist (în calitate de militant marxist) l-au determinat să-și exercite profesia de regizor în Franța, Statele Unite și Mexic (unde și moare în 1983).

## Biografie
A studiat la Universitatea din Madrid, aici l-a întâlnit pe Salvador Dali, cu care a înființat un club de cinema.
Cariera lui cinematografică începe odată cu intrarea lui în cercul suprarealiștilor, influențat fiind de prietenii săi precum Salvador Dalí, André Breton, Max Ernst, Marcel Duchamp, Paul Éluard - la rândul lor, aflați printre cei mai importanți inițiatori ai mișcării însăși.
Deși primește o educație religioasă, Buñuel își manifestă nonconformismul și tendința permanentă, declarată, spre a distruge mai degrabă decât spre a crea, adoptând ca revelatoare metodele suprarealiștilor (de care ulterior se desparte): exploatarea valențelor artistice ale visului, ale dicteului automat, fără a căuta sau chiar evitând deliberat sensul. Primul său film, un scurt metraj de 17 minute, alb-negru, mut, a scandalizat (scop declarat al suprarealiștilor de altfel). El perro andaluz (Câinele andaluz) s-a născut din îmbinarea unui vis de-al lui Buñuel cu un vis al lui Dalí, cei doi colaborând atât la realizarea scenariului cât și la filmarea peliculei.
Importantă pentru conturarea unei idei despre lumea lui Bunuel este cartea autobiografică "Ultimul meu suspin, Luis Buñuel".
Deși filmele din tinerețe sunt cele mai controversate (ele justificând și calificarea sa drept cel mai crud regizor din lume la acea vreme - titlu pe care mereu l-a regretat), peliculele de maturitate ale lui Buñuel sunt cele mai apreciate, atât de public, cât și de critică, fiind răsplătite cu numeroase premii (printre care Oscar pentru cel mai bun film străin - Farmecul discret al burgheziei, 1972, Palm D'Or la Cannes - Viridiana, Nazarin obține la Cannes Marele Premiu Internațional - instituit cu acest prilej). Farmecul discret al burgheziei a mai fost distins în 1974 și cu Premiile BAFTA pentru Cea mai bună actriță, care i-a revenit lui Stéphane Audran și, respectiv,  pentru Cel mai bun scenariu, acesta din urmă onorându-i pe Luis Bunuel și Jean-Claude Carriére.
Între cele două perioade de creație atât de diferite și de diferit apreciate, regizorul realizează și produce filme comerciale, în special în perioada în care este stabilit în Mexic.

## Filmografie
- 1929 - Câinele andaluz (El perro andalus)
- 1930 - Vârsta de aur (La edad de oro)
- 1932 - Pământ fără pâine (Tierra sin pan)
- 1947 - Gran Casino (Tampico)
- 1949 - Marele descreierat (El gran cavalera)
- 1950 - Los olvidados
- 1950 - Susana (Susana, demonio y carne)
- 1951 - Fiica înșelăciunii (La hija del engaño)
- 1951 - O femeie fără dragoste (Una mujer sin amor)
- 1951 - Urcarea la cer (Subida al cielo)
- 1952 - Bruta (El bruto)
- 1952 - Aventurile lui Robinson Crusoe
- 1952 - El
- 1953 - La răscruce de vânturi (Abismos de pasion) 1953
- 1953 - Iluzia călătorește în tramvai (La ilusion viaja en tranvia)
- 1954 - Râul și moartea (El rio y la muerte)
- 1955 - Viața criminală a lui Archibaldo de la Cruz (Ensayo de un crimen)
- 1955 - Se ivesc zorile (Amanti di domani)
- 1956 - Moartea în grădină (La muerte en este jardin)
- 1958 - Nazarin
- 1959 - Febra crește în El Pao (Los Ambiciosos)
- 1960 - Fecioara (The Young One)
- 1961 - Viridiana
- 1962 - Îngerul exterminator (El angel exterminator)
- 1964 - Jurnalul unei cameriste
- 1965 - Simon al deșertului (Simon del desierto)
- 1966 - Frumoasa zilei (Belle de jour)
- 1969 - Calea Lactee (La Voie Lactee)
- 1970 - Tristana
- 1972 - Farmecul discret al burgheziei (Le charme discret de la burgeoisie)
- 1974 - Fantoma libertății (Le Fantome de la liberte)
- 1977 - Acest obscur obiect al dorinței (Cet obscur objet du desir)

## Vezi și
- Johnny a luat arma (film)